# راندي كار
راندي كار (بالإنجليزية: Randy Carr)‏ هو طبال أمريكي، ولد في 13 أغسطس 1956، وتوفي في 27 مارس 2002.

## وصلات خارجية
- راندي كار على موقع ميوزك برينز (الإنجليزية)